# Once Upon a Time (3.ª temporada)
A terceira temporada de Once Upon a Time foi anunciada em 10 de maio de 2013 e estreou em 29 de setembro de 2013.
Em suas duas primeiras temporadas, a série foi recebida com ótimos resultados e críticas, tornando-se uma das maiores audiências da ABC. Porém, nesse terceiro ano, a série sofreu quedas drásticas na audiência de alguns de seus episódios, recebendo críticas mistas por parte do público geral.

## Sinopse
A primeira parte da terceira temporada continua com Emma, Mary Margaret, David, Regina, Gold e Capitão Gancho indo em busca de Henry na Terra do Nunca, que está com Peter Pan, o pai de Rumple, uma perigosa e misteriosa pessoa que tem objetivos sombrios quanto ao garoto. Mas para derrotar Pan e salvar Henry, os personagens vão ter que trabalhar juntos e deixar de lado as suas diferenças e o seu passado, contando com a ajuda de figuras como Ariel, Sininho e vários outros personagens dos contos de fadas. Enquanto isso, Neal acorda na Floresta Encantada, e busca, junto de Mulan, Aurora, do Príncipe Phillip e de Robin Hood, uma maneira de se unir aos outros na Terra do Nunca para salvar seu filho. Por fim, Bela cuida de Storybrooke, para que nenhuma ameaça chegue à cidade—embora ela não saiba que, mais cedo do que ela pensa, será exatamente isso a acontecer.
A segunda parte da temporada está de volta à Floresta Encantada, quando Gancho vem pedir a ajuda de Emma em Nova York, na tentativa de fazer sua memória voltar para que ela possa mais uma vez salvar sua família e amigos de uma situação desesperadora. Todos com quem ela mais se importa estão em perigo devido a um novo inimigo, a Bruxa Má do Oeste, Zelena. Gancho agora deve ajudar Emma em uma luta épica que se estende por mundos, com a maior aposta possível—o destino de sua família. Ninguém se lembra como foram transportados de volta ou o que aconteceu quando durante o tempo na terra dos contos de fada. Mas alguém na cidade é responsável por essa maldição, e todas as pistas apontam para a nova vilã, cujo objetivo em nosso mundo é um mistério. Em uma tentativa de quebrar a maldição, novos personagens de contos de fadas serão revelados e velhos conhecidos serão revisitados, mas nem todos podem ser confiáveis.

## Elenco e personagens

### Principal
- Ginnifer Goodwin como Branca de Neve / Mary Margaret Blanchard
- Jennifer Morrison como Emma Swan
- Lana Parrilla como Regina Mills, a Rainha Má
- Josh Dallas como Príncipe Encantado / David Nolan
- Emilie de Ravin como Bela / Lacey
- Colin O'Donoghue como Killian Jones, o Capitão Gancho
- Michael Raymond-James como Baelfire / Neal Cassidy
- Jared S. Gilmore como Henry Mills, o Coração do Verdadeiro Crédulo
- Robert Carlyle como Rumplestiltskin / Sr. Gold

### Recorrente
| - Sean Maguire como Robin Hood - Beverley Elliott como Widow Lucas / Granny - Robbie Kay como Malcolm / Peter Pan / Flautista / Henry Mills - Rebecca Mader como Zelena, a Bruxa Má do Oeste - Parker Croft como Felix - Lee Arenberg como Sonhador / Zangado / Leroy - Gabe Khouth como Atchim / Tom Clark - David Paul Grove como Mestre - Rose McIver como Sininho - Faustino Di Bauda como Soneca / Walter - Jeffrey Kaiser como Dunga - Mig Macario como Dengoso - Keegan Connor Tracy como Fada Azul / Madre Superiora - Raphael Sbarge como Grilo Falante / Dr. Archie Hopper | - Michael Coleman como Feliz - Sarah Bolger como Princesa Aurora - JoAnna Garcia Swisher como Ariel - Freya Tingley como Wendy Darling - Chris Gauthier como William Smee - Meghan Ory como Chapeuzinho Vermelho / Ruby - Jason Burkhart como João Pequeno - Julian Morris como Príncipe Phillip - Michael P. Northey como Frade Tuck - Gil McKinney como Príncipe Eric - Christopher Gorham como Mágico de Oz / Walsh - James Immekus como Michael Darling - Matt Kane como John Darling - David Anders como Dr. Victor Frankenstein / Dr. Whale |

### Convidado
| - Jamie Chung como Mulan - Giancarlo Esposito como Sidney Glass / Espelho Mágico - Stephen Lord como Malcolm - Charles Mesure como Barba Negra - Sunny Mabrey como Glinda - Christie Laing como Maid Marian - Ethan Embry como Greg Mendell - Sonequa Martin-Green como Tamara - Dylan Schmid como Baelfire (jovem) - Yvette Nicole Brown como Úrsula (voz) - Marilyn Manson como a Sombra de Pan (voz) - Wyatt Oleff como Rumplestiltskin (jovem) | - Alexandra Metz como Rapunzel - Henri Lubatti como Lumiere - Eva Bourne como Princesa Eva - David De Lautour como Jonathan - Tony Amendola como Gepeto / Marco - Alex Zahara como Rei Midas - Anastasia Griffith como Princesa Abigail / Kathryn Nolan - Eric Keenleyside como Maurice / Moe French |

## Episódios
| N.º na série | N.º na temp. | Título                                                                      | Dirigido por          | Escrito por                          | Exibição original      | Audiência (milhões) |
| --- | ------------ | --------------------------------------------------------------------------- | --------------------- | ------------------------------------ | ---------------------- | ------------------- |
| 45 | 1            | "The Heart of the Truest Believer" "(O Coração do Verdadeiro Crédulo)" (BR) | Ralph Hemecker        | Edward Kitsis & Adam Horowitz        | 29 de setembro de 2013 | 8.52                |
| Ao mesmo tempo que Emma, Mary Margaret, David, Regina, Sr. Gold e Gancho vão à Terra do Nunca para procurar Henry, eles são recebidos por sereias não muito amigáveis que ameaçam por fim à procura antes mesmo que ela comece. Henry se encontra fugindo dos Garotos Perdidos com outro fugitivo do acampamento de Peter Pan. Enquanto isso, Neal na Floresta Encantada, ainda se recuperando de seus ferimentos, pede a ajuda de Mulan, na tentativa de descobrir para onde Emma e Henry foram. |              |                                                                             |                       |                                      |                        |                     |
| 46 | 2            | "Lost Girl" "(Menina Perdida)" (BR)                                         | Ron Underwood         | Andrew Chambliss & Kalinda Vazquez   | 6 de outubro de 2013   | 8.00                |
| Peter Pan leva para Emma um mapa de localização, que pode mostrar onde Henry está. No entanto, há um problema: Emma deve abraçar sua verdadeira identidade, e Sr. Gold recebe um conselho surpreendente. Em um flashback da Floresta Encantada, a Rainha Má oferece uma oferta tentadora para Branca de Neve. |              |                                                                             |                       |                                      |                        |                     |
| 47 | 3            | "Quite a Common Fairy" "(Uma Fada Comum)" (BR)                              | Alex Zakrzewski       | Jane Espenson                        | 13 de outubro de 2013  | 7.53                |
| Em sua busca contínua para encontrar o esconderijo de Peter Pan e salvar Henry, Gancho sugere rastrear Tinker Bell na esperança de que ela vai levá-los direto para o seu acampamento. Pan revela a Henry porque ele trouxe-lhe a Terra do Nunca e na Floresta Encantada, Neal tem um plano que poderia transportá-lo para Emma, mas seria envolver a utilização de um dos bens mais preciosos de Robin Hood. Em um flashback da Floresta Encantada, Tinker Bell se oferece para ajudar Regina a melhorar sua vida. |              |                                                                             |                       |                                      |                        |                     |
| 48 | 4            | "Nasty Habits" "(Maus Hábitos)" (BR)                                        | David Boyd            | David H. Goodman & Robert Hull       | 20 de outubro de 2013  | 7.05                |
| Sr. Gold toma a decisão de confrontar Pan, mas ele vai ir para lá para salvar Henry ou ceder à profecia de que o menino vai ser sua ruína? Neal se encontra de volta na Terra do Nunca e sob a guarda de um dos mais fiéis meninos perdidos da panela. E Davi luta por sua vida como o veneno continua a produzir os seus efeitos sobre ele. Em um flashback da Floresta Encantada, Rumplestiltskin vai em busca de seu filho Baefire, que seguiu uma figura misteriosa que rouba crianças com sua música. |              |                                                                             |                       |                                      |                        |                     |
| 49 | 5            | "Good Form" "(Agir Corretamente)" (BR)                                      | Jon Amiel             | Christine Boylan & Daniel T. Thomsen | 27 de outubro de 2013  | 7.23                |
| Com o veneno da planta Sonho Sombrio mortal percorrendo o corpo de David e o levando para morte, Gancho o leva em uma última jornada para encontrar um sextante que poderiam ajudá-los a decifrar um mapa que os levaria para fora da Terra do Nunca. Em um flashback da Floresta Encantada, Gancho era Killian Jones e seu irmão, o capitão Liam, velejaram sob as ordens do Rei para encontrar uma planta indígena poderosa em uma terra desconhecida que pode ajudar a curar qualquer ferimento. |              |                                                                             |                       |                                      |                        |                     |
| 50 | 6            | "Ariel" "(Ariel)" (BR)                                                      | Ciaran Donnelly       | Edward Kitsis & Adam Horowitz        | 3 de novembro de 2013  | 7.55                |
| Com David curado, Regina tenta rastrear uma sereia que poderia ajuda-los a derrotar Pan. Emma descobre que Neal está vivo. Em um flashback da Floresta Encantada, a Rainha Má arquiteta um plano para enganar a inocente Ariel, e enfim matar Branca de Neve. |              |                                                                             |                       |                                      |                        |                     |
| 51 | 7            | "Dark Hollow" "(Buraco Negro)" (BR)                                         | Guy Ferland           | Kalinda Vazquez & Andrew Chambliss   | 10 de novembro de 2013 | 6.71                |
| Sr. Gold e Regina enviam Ariel volta para Storybrooke com um item que vai permitir Bela localizar um artefato oculto que poderia ajudar a derrubar Pan. Mas sem o conhecimento deles, dois homens invadiram a cidade com a intenção de detê-los a qualquer custo. Na Terra do Nunca, Emma, Neal e Gancho tentam encontrar o Buraco Negro, onde a sombra de Peter Pan habita, a fim de capturá-la, e Mary Margaret está chateada com David por ter mantido seu envenenamento em segredo. |              |                                                                             |                       |                                      |                        |                     |
| 52 | 8            | "Think Lovely Thoughts" "(Pense em Coisas Bonitas)" (BR)                    | David Solomon         | David H. Goodman & Robert Hull       | 17 de novembro de 2013 | 6.66                |
| Pan leva Henry para uma caverna secreta, onde ele convenceu o garoto que só ele pode salvar a magia e a própria Neverland. Mas um confronto entre o bem e o mal está prestes a ir para baixo como Emma, Neal, Mary Margaret, David, Regina, Sr. Gold, Tinker Bell e Gancho encontrar-se diretamente em um caminho para Pan, em um esforço para salvar Henry. Em um flashback da Floresta Encantada, é dado um mágico objeto para um jovem Rumplestiltskin que pode ajudá-lo a fazer um novo começo com o seu pai, que tem sido tudo menos um bom pai. |              |                                                                             |                       |                                      |                        |                     |
| 53 | 9            | "Save Henry" "(Salvar Henry)" (BR)                                          | Andy Goddard          | Christine Boylan & Daniel T. Thomsen | 1 de dezembro de 2013  | 6.64                |
| Enquanto a vida de Henry está na balança, a corrida é para parar Pan de ganhar poderes mágicos do Coração do Verdadeiro Crédulo. Em Storybrooke, Regina decide preencher um vazio em sua vida e, com a ajuda de Sr. Gold, prepara-se para adotar um bebê. |              |                                                                             |                       |                                      |                        |                     |
| 54 | 10           | "The New Neverland" "(A Nova Terra do Nunca)" (BR)                          | Ron Underwood         | Andrew Chambliss                     | 8 de dezembro de 2013  | 6.94                |
| Os moradores de Storybrooke estão muito felizes com o retorno de Henry e dos nossos heróis da Terra do Nunca. Mas sem o conhecimento deles, um plano é secretamente posto em prática por um Pan bem disfarçado que vai abalar a cidade. Em um flashback da Floresta Encantada, a lua de mel de Branca e Encantado termina por ser tudo, menos romântica quando vão em busca de um ser mítico que poderia interromper a perseguição de Regina. |              |                                                                             |                       |                                      |                        |                     |
| 55 | 11           | "Going Home" "(Voltando Para Casa)" (BR)                                    | Ralph Hemecker        | Edward Kitsis & Adam Horowitz        | 15 de dezembro de 2013 | 6.44                |
| A corrida atual é para frear Peter Pan e evitar que uma nova maldição seja jogada em Storybrooke, a qual pode matar todas as almas da cidade. |              |                                                                             |                       |                                      |                        |                     |
| 56 | 12           | "New York City Serenade" "(Serenata de Nova York)" (BR)                     | Billy Gierhart        | Edward Kitsis & Adam Horowitz        | 9 de março de 2014     | 7.66                |
| Todos retornam à Floresta Encantada, exceto Emma e Henry, que agora vivem em Nova York e não se lembram de nada do tempo que passaram em Storybrooke. Gancho tenta fazer com que Emma lembre quem ela e Henry realmente são. Na Floresta Encantada, Branca, Regina e Encantado se deparam com uma grande ameaça. |              |                                                                             |                       |                                      |                        |                     |
| 57 | 13           | "Witch Hunt" "(Caça à Bruxa)" (BR)                                          | Guy Ferland           | Jane Espenson                        | 16 de março de 2014    | 7.75                |
| Emma chega em Storybrooke com Henry e se reúne com seus amigos e família, mas descobrem que ninguém se lembra de como eles foram transportados de volta—ou do ano anterior, na Floresta Encantada. Mas Emma tem certeza de que alguém na cidade é responsável por esta nova maldição e junta-se com Regina, em uma tentativa de descobrir sua identidade. No ano anterior, na Floresta Encantada, Regina, com a ajuda de Robin Hood, tenta entrar em seu castelo que foi roubado pela Bruxa Má do Oeste. |              |                                                                             |                       |                                      |                        |                     |
| 58 | 14           | "The Tower" "(A Torre)" (BR)                                                | Ralph Hemecker        | Robert Hull                          | 23 de março de 2014    | 6.91                |
| Enquanto Emma, David, Regina e Gancho continuam sua busca pela Bruxa Má do Oeste, ela, em troca, está planejando uma surpresa sombria para David, e o prisioneiro de Zelena está impotente sob sua vigília enquanto ela trama sua próxima ação contra o pessoal da cidade. No ano anterior, na Floresta Encantada, Encantado esbarra com Rapunzel, que está presa em uma torre, e deve ajudá-la a enfrentar seus medos pra se libertar. |              |                                                                             |                       |                                      |                        |                     |
| 59 | 15           | "Quiet Minds" "(Mentes Silenciosas)" (BR)                                   | Eagle Egilsson        | Kalinda Vazquez                      | 30 de março de 2014    | 6.64                |
| Neal se encontra de volta à Storybrooke e anseia por um jeito de se reconectar com seu filho Henry, que não possui mais nenhuma memória de seu pai, e ao mesmo tempo tenta achar seu próprio pai, Rumplestiltskin, que ele descobre estar vivo porém desaparecido, e Regina descobre uma possível conexão com Robin Hood. No ano anterior, na Floresta Encantada, agonizando pela morte de seu pai, Neal—com a ajuda de Belle e do candelabro encantado Lumiere—tenta descobrir uma solução mágica para trazer Rumplestilskin de volta dos mortos. |              |                                                                             |                       |                                      |                        |                     |
| 60 | 16           | "It's Not Easy Being Green" "(Não é Fácil Ser Verde)" (BR)                  | Mario Van Peebles     | Andrew Chambliss                     | 6 de abril de 2014     | 7.26                |
| Com Rumplestiltskin como seu escravo, Zelena desafia Regina para uma luta até a morte e choca a Regina com a revelação de sua conexão familiar. Em um flashback da Terra de Oz, uma ciumenta Zelena pede ao Mágico de Oz que a mande para a Floresta Encantada depois de descobrir que ela tem uma irmã, Regina, que está sendo treinada por Rumplestiltskin para se tornar uma poderosa força a ser considerada. |              |                                                                             |                       |                                      |                        |                     |
| 61 | 17           | "The Jolly Roger" "(Jolly Roger)" (BR)                                      | Ernest Dickerson      | David H. Goodman                     | 13 de abril de 2014    | 6.50                |
| Ariel retorna a Storybrooke e vai até Gancho, pedindo para ele ajudá-la a encontrar o príncipe Eric, que não voltou para a cidade quando a nova maldição foi feita. Emma concorda em deixar Regina ensiná-la a usar a magia para que ela possa ajudar a derrotar Zelena, e Mary Margaret e David tentam provar que pode ser tão divertido como Gancho é com Henry—já que o mesmo acha que eles são chatos. No ano anterior, na Floresta Encantada, Ariel, irritada, confronta Gancho sobre o desaparecimento de seu marido, o Príncipe Eric, que ela presume ter sido sequestrado e possivelmente morto pelo pirata. Mas quando Gancho confessa que o Jolly Roger foi roubado e Eric é o provável prisioneiro do ladrão, Ariel fornece inconscientemente uma pista de quem é o culpado, e Gancho—com Ariel junto—sai em busca de seu navio. |              |                                                                             |                       |                                      |                        |                     |
| 62 | 18           | "Bleeding Through" "(Passado Obscuro)" (BR)                                 | Romeo Tirone          | Jane Espenson & Daniel T. Thomsen    | 20 de abril de 2014    | 5.95                |
| Zelena consegue roubar o coração de Regina, que então usa um feitiço para contatar sua falecida mãe, Cora, e assim descobrir a verdade sobre o motivo dela ter abandonado sua meia-irmã; Belle descobre acidentalmente o real objetivo de Zelena. Em um flashback da Floresta Encantada, uma jovem Cora é enganada por um homem que se dizia príncipe e encontra-se sozinha e grávida. Porém, um encontro casual com um verdadeiro príncipe pode conduzi-la à vida entre a realeza que ela sempre desejou, contanto que ela mantenha sua gravidez em segredo. |              |                                                                             |                       |                                      |                        |                     |
| 63 | 19           | "A Curious Thing" "(Uma Coisa Curiosa)" (BR)                                | Ralph Hemecker        | Edward Kitsis & Adam Horowitz        | 27 de abril de 2014    | 7.34                |
| Zelena ameaça matar Henry, se Gancho, cujos lábios foram amaldiçoados pela Bruxa Má, não beijar Emma e as coisas começam a esquentar entre Regina e Robin Hood. No ano anterior, na Floresta Encantada, Branca e Encantado vão em busca de Glinda a Bruxa Boa do Sul, para que ela possa ajudá-los a derrotar Zelena e evitar que a maldição que enviará a todos de volta para Storybrooke seja lançada. |              |                                                                             |                       |                                      |                        |                     |
| 64 | 20           | "Kansas" "(Um Só Coração)" (BR)                                             | Gwyneth Horder-Payton | Andrew Chambliss & Kalinda Vazquez   | 4 de maio de 2014      | 6.86                |
| Com Mary Margaret em trabalho de parto e prestes a dar à luz a qualquer momento, os residentes de Storybrooke ficam em alerta máximo na tentativa de assegurar que Zelena não tente roubar o recém-nascido para usar em seu plano de voltar no tempo e mudar seu destino—obliterando a existência de Regina. Em um flashback da Terra de Oz, Glinda tenta convencer Zelena a lutar contra suas tendências más e se juntar a ela e suas irmãs bruxas como uma protetora de Oz, mas a aparição de uma menininha do Kansas pode se tornar sua ruína. |              |                                                                             |                       |                                      |                        |                     |
| 65 | 21           | "Snow Drifts" "(Portal do Tempo)" (BR)                                      | Ron Underwood         | David H. Goodman & Robert Hull       | 11 de maio de 2014     | 6.80                |
| Enquanto Mary Margaret e David celebram a nomeação de seu filho em uma coroação no restaurante da Vovó, Emma e Gancho são puxados pelo portal do tempo de Zelena e encontram-se na Floresta Encantada do passado. Mas, em sua busca para descobrir um caminho de volta, eles devem ter cuidado para não mudar nada, ou arriscar alterar a vida de seus amigos e familiares, bem como a sua própria existência. Nota: Este episódio foi exibido junto com "There's No Place Like Home" como um especial de 2 horas. |              |                                                                             |                       |                                      |                        |                     |
| 66 | 22           | "There's No Place Like Home" "(O Lar é o Melhor Lugar)" (BR)                | Ralph Hemecker        | Edward Kitsis & Adam Horowitz        | 11 de maio de 2014     | 6.80                |
| O plano de Emma e Gancho acaba dando errado quando a Rainha Má captura Emma para saber o paradeiro de Branca de Neve, e quando se constata que Branca de Neve tinha sido incapaz de roubar o anel de casamento verdadeiro do Príncipe Encantado, que foi o catalisador para o amor verdadeiro dos dois. Depois de um ousado resgate envolvendo o recrutamento de um dos amigos de Branca, ela s vê livre. No entanto, ela mal consegue escapar, e Emma e Gancho, eventualmente, conseguir unir Branca e Encantado novamente, e reparar a linha do tempo. Depois de alguns problemas com o portal do tempo, Emma é capaz de recuperar a magia e reabri-lo, embora ela também traz Maid Marion, a ex-mulher de Robin Hood, para Storybrooke, que acaba tirando a felicidade de Regina. Além disso, Emma e Gancho, inconscientemente, trazem para Storybrooke alguém que poderia alterar para sempre o curso do futuro da cidade, e potencialmente introduzindo uma nova ameaça. Nota: Este episódio foi exibido junto com "Snow Drifts" como um especial de 2 horas. |              |                                                                             |                       |                                      |                        |                     |